# Elezioni comunali nel Lazio del 2008
Le elezioni comunali nel Lazio del 2008 si tennero il 13 e 14 aprile (con ballottaggio il 27 e 28 aprile). 

## Roma

### Roma
| Candidati e Liste                    | Voti      | %      | Seggi |
| ------------------------------------ | --------- | ------ | ----- |
| Giovanni Alemanno                    | 675.111   | 40,73  | -     |
| Il Popolo della Libertà              | 559.559   | 36,58  | 35    |
| Lista Civica Alemanno Sindaco        | 18.734    | 1,22   | 1     |
| Il Popolo della Vita                 | 10.194    | 0,67   | -     |
| Movimento per l'Autonomia            | 9.185     | 0,60   | -     |
| La Voce dei Consumatori              | 5.196     | 0,34   | -     |
| Partito Repubblicano Italiano        | 3.308     | 0,22   | -     |
| Francesco Rutelli                    | 759.252   | 45,80  | 1     |
| Partito Democratico                  | 520.723   | 34,04  | 17    |
| La Sinistra l'Arcobaleno             | 69.079    | 4,52   | 2     |
| Italia dei Valori                    | 50.704    | 3,31   | 1     |
| Lista Civica per Rutelli             | 41.880    | 2,74   | 1     |
| Under 30 per Rutelli                 | 11.486    | 0,75   | -     |
| Lista Bonino-Radicali                | 10.427    | 0,68   | -     |
| I Moderati per Roma                  | 7.740     | 0,49   | -     |
| Unione Democratica per i Consumatori | 2.699     | 0,18   | -     |
| Francesco Storace                    | 55.041    | 3,32   | 1     |
| La Destra - Fiamma Tricolore         | 51.614    | 3,37   | -     |
| Luciano Ciocchetti                   | 52.055    | 3,14   | 1     |
| Unione di Centro                     | 50.682    | 3,31   | -     |
| Serenetta Monti                      | 43.966    | 2,65   | -     |
| Amici di Beppe Grillo                | 40.389    | 2,64   | -     |
| Franco Grillini                      | 13.604    | 0,82   | -     |
| Partito Socialista                   | 11.413    | 0,75   | -     |
| Michele Baldi                        | 13.002    | 0,78   | -     |
| Per Roma Baldi Sindaco               | 11.913    | 0,78   | -     |
| Mario Baccini                        | 12.179    | 0,73   | -     |
| La Rosa Bianca                       | 11.659    | 0,76   | -     |
| Dario Di Francesco                   | 12.041    | 0,73   | -     |
| Forza Roma                           | 4.911     | 0,32   | -     |
| Lista dei Grilli Parlanti            | 4.895     | 0,32   | -     |
| Avanti Lazio                         | 1.792     | 0,12   | -     |
| Armando Morgia                       | 8.724     | 0,53   | -     |
| Sinistra Critica                     | 8.207     | 0,54   | -     |
| Susanna Capristo                     | 5.011     | 0,30   | -     |
| Partito Comunista dei Lavoratori     | 4.608     | 0,30   | -     |
| David Gramiccioli                    | 3.556     | 0,21   | -     |
| Movimento Nazionale Delfino          | 3.309     | 0,22   | -     |
| Pietro De Stefani                    | 2.669     | 0,16   | -     |
| Pensioni e Lavoro                    | 1.883     | 0,12   | -     |
| La Cosa Verde                        | 673       | 0,04   | -     |
| Umberto Calabrese                    | 1.342     | 0,08   | -     |
| La Mia Italia                        | 1.279     | 0,08   | -     |
| Totale alle liste                    | 1.529.871 | 100,00 | 57    |
| TOTALE                               | 1.657.583 | 100,00 | 60    |

### Anzio
| Candidati e Liste                       | Voti   | %      | Seggi |
| --------------------------------------- | ------ | ------ | ----- |
| Luciano Bruschini                       | 17.330 | 55,71  | -     |
| Il Popolo della Libertà                 | 12.837 | 43,08  | 14    |
| Unione di Centro                        | 2.553  | 8,57   | 2     |
| Bruschini Sindaco                       | 1.855  | 6,23   | 2     |
| Nuovo PSI-Partito Repubblicano Italiano | 500    | 1,68   | -     |
| Paride Tulli                            | 9.291  | 29,87  | 1     |
| Partito Democratico                     | 7.002  | 23,50  | 7     |
| La Sinistra l'Arcobaleno                | 1.555  | 5,22   | 1     |
| Sebastiano Attoni                       | 3.354  | 10,78  | 1     |
| La Destra - Fiamma Tricolore            | 2.517  | 8,45   | 1     |
| Elio Castaldi                           | 1.131  | 3,64   | 1     |
| Italia dei Valori                       | 977    | 3,28   | -     |
| Totale alle liste                       | 29.796 | 100,00 | 27    |
| TOTALE                                  | 31.106 | 100,00 | 30    |

### Cerveteri
| Candidati e Liste                           | Voti   | %     | Seggi |
| ------------------------------------------- | ------ | ----- | ----- |
| Gino Ciogli                                 | 9.219  | 43,03 | -     |
| Partito Democratico                         | 4.314  | 21,72 | 7     |
| Lista Civica per Ciogli Sindaco             | 2.595  | 13,07 | 4     |
| La Sinistra l'Arcobaleno                    | 808    | 4,07  | 1     |
| Italia dei Valori                           | 544    | 2,74  | -     |
| Guido Rossi                                 | 8.345  | 38,95 | 1     |
| Il Popolo della Libertà                     | 5.005  | 25,20 | 5     |
| Guido Rossi Sindaco                         | 1.577  | 7,94  | 2     |
| Forza Nuova                                 | 615    | 3,10  | -     |
| Per un Futuro Migliore Periferia Unita      | 506    | 2,55  | -     |
| La Voce dei Consumatori                     | 316    | 1,59  | -     |
| Lamberto Ramazzotti                         | 2.748  | 12,83 | 1     |
| Cerveteri Domani                            | 1.093  | 5,50  | -     |
| Moderati per Cerveteri                      | 706    | 3,55  | -     |
| Con Lamberto Ramazzotti Sindaco della Gente | 529    | 2,66  | -     |
| Decentramento Valcanneto Cerenova           | 166    | 0,84  | -     |
| Giovanni Ercoletti                          | 624    | 2,91  | -     |
| La Rosa Bianca                              | 644    | 3,24  | -     |
| Hossein Hadjiamiri                          | 287    | 1,34  | -     |
| Vivere Valcanneto Vivere Cerveteri          | 293    | 1,48  | -     |
| Bruna Di Berardino                          | 203    | 1,95  | -     |
| Civitas Levante                             | 151    | 0,76  | -     |
| Totale alle liste                           | 19.862 | 100   | 18    |
| TOTALE                                      | 21.426 | 100   | 20    |

### Fiumicino
| Candidati e Liste                                       | Voti   | %     | Seggi |
| ------------------------------------------------------- | ------ | ----- | ----- |
| Mario Canapini                                          | 16.687 | 43,92 | -     |
| Il Popolo della Libertà                                 | 11.152 | 30,71 | 13    |
| Unione di Centro                                        | 2.891  | 7,96  | 3     |
| La Rosa Bianca                                          | 1.902  | 5,24  | 2     |
| Giancarlo Franco Bozzetto                               | 14.551 | 38,30 | 1     |
| Partito Democratico                                     | 9.688  | 26,68 | 7     |
| La Sinistra l'Arcobaleno                                | 2.382  | 6,56  | 1     |
| Lista Civica per Bozzetto Sindaco                       | 1.329  | 3,66  | 1     |
| Litorale Romano Mare Nautica                            | 312    | 0,86  | -     |
| Lista Robin Hood                                        | 174    | 0,48  | -     |
| Luigi Satta                                             | 3.041  | 8,00  | 1     |
| Noi Insieme Lista dei Cittadini                         | 2.981  | 8,21  | 1     |
| Alberto Cava                                            | 1.268  | 3,34  | -     |
| La Destra - Fiamma Tricolore                            | 1.212  | 3,34  | -     |
| Mario Russo                                             | 1.229  | 3,24  | -     |
| Uniti per il Decentramento con Beppe Grillo a Fiumicino | 1.124  | 3,10  | -     |
| Ciro Imperioso                                          | 701    | 1,85  | -     |
| Italia dei Valori                                       | 676    | 1,86  | -     |
| Egidio Murolo                                           | 513    | 1,35  | -     |
| Partito Socialista-Altri                                | 492    | 1,35  | -     |
| Totale alle liste                                       | 36.315 | 100   | 28    |
| TOTALE                                                  | 37.990 | 100   | 30    |

### Nettuno
| Candidati e Liste                            | Voti   | %     | Seggi |
| -------------------------------------------- | ------ | ----- | ----- |
| Alessio Chiavetta                            | 7.829  | 26,22 | -     |
| Partito Democratico                          | 5.830  | 20,68 | 15    |
| Chiavetta Sindaco                            | 1.231  | 4,37  | 3     |
| Ugo Minchella                                | 8.553  | 28,64 | 1     |
| Il Popolo della Libertà                      | 6.545  | 23,22 | 5     |
| Unione di Centro                             | 1.248  | 4,43  | -     |
| Alleanza per Nettuno                         | 909    | 3,23  | -     |
| Alessandro Mauro                             | 4.284  | 14,35 | 1     |
| Alessandro Mauro Sindaco                     | 2.647  | 9,39  | 1     |
| Progetto Nettuno                             | 1.250  | 4,43  | -     |
| Mariano Leli                                 | 3.462  | 11,59 | 1     |
| La Destra - Fiamma Tricolore                 | 1.659  | 5,89  | -     |
| Patto di Centro                              | 1.008  | 3,58  | -     |
| Movimento per l'Autonomia                    | 647    | 2,30  | -     |
| Valerio Vettori                              | 3.445  | 11,54 | 1     |
| Vettori Sindaco                              | 1.771  | 6,28  | 1     |
| Con Noi per Nettuno                          | 1.283  | 4,55  | 1     |
| Marco Bordacconi                             | 699    | 2,34  | -     |
| La Sinistra l'Arcobaleno                     | 721    | 2,56  | -     |
| Laura Pizzotti                               | 663    | 2,22  | -     |
| Lista Civica Nettunese Amici di Beppe Grillo | 557    | 1,98  | -     |
| Desiderio Taglienti                          | 498    | 1,67  | -     |
| Italia dei Valori                            | 462    | 1,64  | -     |
| Evaristo Pacini                              | 426    | 1,43  | -     |
| Impegno per Nettuno                          | 417    | 1,48  | -     |
| Totale alle liste                            | 28.185 | 100   | 26    |
| TOTALE                                       | 29.859 | 100   | 30    |

### Tivoli
| Candidati e Liste            | Voti   | %     | Seggi |
| ---------------------------- | ------ | ----- | ----- |
| Giuseppe Baisi               | 19.955 | 56,23 | -     |
| Partito Democratico          | 11.178 | 32,13 | 11    |
| Tivoli Rinasce               | 4.009  | 11,52 | 4     |
| La Sinistra l'Arcobaleno     | 1.983  | 5,70  | 2     |
| Italia dei Valori            | 1.259  | 3,62  | 1     |
| Moderati per Tivoli          | 780    | 2,24  | -     |
| Partito Socialista           | 580    | 1,67  | -     |
| Andrea Napoleoni             | 14.410 | 40,61 | 1     |
| Il Popolo della Libertà      | 9.649  | 27,74 | 9     |
| Unione di Centro             | 1.526  | 4,39  | 1     |
| Io Progetto Tivoli           | 1.047  | 3,01  | 1     |
| Tradizione e Progresso       | 746    | 2,14  | -     |
| Scelgo Tivoli                | 641    | 1,84  | -     |
| Movimento Italiano Disabili  | 240    | 0,69  | -     |
| Azione Popolare              | 92     | 0,26  | -     |
| Stefano Pandinu              | 515    | 1,45  | -     |
| La Destra - Fiamma Tricolore | 513    | 1,47  | -     |
| Francesco Maria Lattanzi     | 335    | 0,94  | -     |
| Lista Civica il Grillo       | 283    | 0,81  | -     |
| Giancarlo Rocchi             | 273    | 0,77  | -     |
| Movimento per l'Autonomia    | 263    | 0,76  | -     |
| Totale alle liste            | 34.789 | 100   | 29    |
| TOTALE                       | 35.488 | 100   | 30    |

### Velletri
| Candidati e Liste                      | Voti   | %      | Seggi |
| -------------------------------------- | ------ | ------ | ----- |
| Fausto Servadio                        | 11.575 | 35,06  | -     |
| Partito Democratico                    | 8.334  | 26,66  | 15    |
| Lista Civica per Servadio Sindaco      | 832    | 2,66   | 1     |
| La Sinistra l'Arcobaleno               | 770    | 2,46   | 1     |
| Lista Civica per Velletri con Servadio | 606    | 1,94   | 1     |
| Giancarlo Righini                      | 10.990 | 33,29  | 1     |
| Il Popolo della Libertà                | 6.123  | 19,59  | 4     |
| Unione di Centro                       | 2.820  | 9,02   | 2     |
| Righini Sindaco                        | 1.293  | 4,14   | 1     |
| Partito Repubblicano Italiano          | 953    | 3,05   | -     |
| Salvatore Ladaga                       | 4.734  | 14,34  | 1     |
| Insieme per Velletri                   | 1.800  | 5,76   | 1     |
| Cesaroni per Velletri                  | 1.531  | 4,90   | -     |
| La Destra - Fiamma Tricolore           | 954    | 3,05   | -     |
| Massimo Andolfi                        | 1.992  | 6,03   | 1     |
| Moderati per Velletri                  | 844    | 2,70   | -     |
| Italia dei Valori                      | 555    | 1,78   | -     |
| La Rosa Bianca                         | 553    | 1,77   | -     |
| Rolando Cugini                         | 1.781  | 5,39   | 1     |
| Movimento Popolare                     | 1.650  | 5,28   | -     |
| Paolo Spallotta                        | 1.040  | 3,15   | -     |
| Amici di Beppe Grillo                  | 802    | 2,57   | -     |
| Ottorino Carotenuto                    | 592    | 1,79   | -     |
| Partito Socialista-Altri               | 573    | 1,83   | -     |
| Andrea Maione                          | 313    | 0,95   | -     |
| Mars                                   | 264    | 0,84   | -     |
| Totale alle liste                      | 31.257 | 100,00 | 26    |
| TOTALE                                 | 33.017 | 100,00 | 30    |

## Frosinone

### Ferentino
| Candidati e Liste            | Voti   | %     | Seggi |
| ---------------------------- | ------ | ----- | ----- |
| Piergianni Fiorletta         | 7.547  | 52,95 | -     |
| Partito Democratico          | 2.612  | 19,28 | 5     |
| Fiorletta Sindaco            | 1.232  | 9,09  | 2     |
| Ferentino nel Cuore          | 914    | 6,75  | 2     |
| Italia dei Valori            | 823    | 6,07  | 1     |
| Partito Socialista           | 782    | 5,77  | 1     |
| Ferentino per Ferentino      | 662    | 4,89  | 1     |
| Ferentino Prima di Tutto     | 429    | 3,17  | -     |
| Comunisti Italiani           | 295    | 2,18  | -     |
| Giuseppe Patrizi             | 4.337  | 30,43 | 1     |
| Il Popolo della Libertà      | 1.401  | 10,34 | 2     |
| Unione di Centro             | 784    | 5,79  | 1     |
| Democristiani                | 606    | 4,47  | 1     |
| Circolo della Libertà        | 545    | 4,02  | 1     |
| Insieme Voltiamo Pagina      | 508    | 3,75  | 1     |
| La Destra - Fiamma Tricolore | 333    | 2,46  | -     |
| Alessandra Di Legge          | 1.729  | 12,13 | 1     |
| C'è Alleanza a Ferentino     | 407    | 3,00  | -     |
| Il Coraggio di Cambiare      | 396    | 2,92  | -     |
| Il Centro                    | 313    | 2,31  | -     |
| Ferentino Nuova              | 32     | 0,24  | -     |
| Marco Maddalena              | 467    | 3,28  | -     |
| La Sinistra l'Arcobaleno     | 331    | 2,44  | -     |
| Paolo Picchi                 | 173    | 1,21  | -     |
| Azione Sociale               | 145    | 1,07  | -     |
| Totale alle liste            | 13.550 | 100   | 18    |
| TOTALE                       | 14.253 | 100   | 20    |

## Latina

### Formia
| Candidati e Liste                        | Voti   | %      | Seggi |
| ---------------------------------------- | ------ | ------ | ----- |
| Michele Forte                            | 11.404 | 43,70  | -     |
| Il Popolo della Libertà                  | 6.590  | 26,25  | 10    |
| Unione di Centro                         | 4.435  | 17,67  | 6     |
| Generazione Formia con Forte             | 1.370  | 5,46   | 2     |
| Destra Formiana                          | 136    | 0,54   | -     |
| Sandro Bartolomeo                        | 9.777  | 37,47  | 1     |
| Partito Democratico                      | 3.996  | 15,92  | 4     |
| Lista Civica Bartolomeo Amore per Formia | 2.414  | 9,62   | 3     |
| La Sinistra l'Arcobaleno                 | 976    | 3,89   | 1     |
| Partito Socialista                       | 817    | 3,25   | 1     |
| Formia con le Periferie                  | 697    | 2,78   | -     |
| Italia dei Valori                        | 232    | 0,92   | -     |
| Maurizio Tallerini                       | 3.066  | 11,75  | 1     |
| Lista Civica per Tallerini Sindaco       | 1.659  | 6,58   | -     |
| Un Progetto di Crescita                  | 151    | 0,60   | -     |
| Nicola Limongi                           | 1.296  | 4,97   | 1     |
| Idea Domani Limongi Sindaco              | 1.314  | 5,23   | -     |
| Adriano Albano                           | 323    | 1,24   | -     |
| Cittadini di Formia                      | 205    | 0,82   | -     |
| Luigi Scipione                           | 229    | 0,88   | -     |
| Comunisti Italiani                       | 120    | 0,48   | -     |
| Totale alle liste                        | 25.106 | 100,00 | 27    |
| TOTALE                                   | 26.095 | 100,00 | 30    |

## Viterbo

### Viterbo
| Candidati e Liste                                | Voti   | %     | Seggi |
| ------------------------------------------------ | ------ | ----- | ----- |
| Giulio Marini                                    | 21.323 | 49,14 | -     |
| Il Popolo della Libertà                          | 16.135 | 39,22 | 20    |
| Viterbo Vola                                     | 2.348  | 5,71  | 3     |
| Ego Sum Leo                                      | 1.364  | 3,32  | 1     |
| Ugo Sposetti                                     | 14.526 | 33,48 | 1     |
| Partito Democratico                              | 11.313 | 27,50 | 9     |
| Lista Civica Sposetti Sindaco                    | 2.359  | 5,73  | 1     |
| Rodolfo Gigli                                    | 3.384  | 7,80  | 1     |
| Unione di Centro                                 | 3.718  | 9,04  | 2     |
| Enrico Mezzetti                                  | 1.405  | 3,24  | 1     |
| La Sinistra l'Arcobaleno                         | 1.324  | 3,22  | -     |
| Giuseppe Talucci Peruzzi                         | 1.344  | 3,10  | 1     |
| La Destra - Fiamma Tricolore                     | 1.420  | 3,45  | -     |
| Giuseppe Anelli                                  | 886    | 2,04  | -     |
| Lista Civica per la Tuscia-Amici di Beppe Grillo | 693    | 1,68  | -     |
| Marcello Di Prospero                             | 302    | 0,70  | -     |
| Partito dei Comunisti Italiani                   | 168    | 0,41  | -     |
| Partito Socialista                               | 97     | 0,24  | -     |
| Roberto De Santis                                | 219    | 0,50  | -     |
| Italia dei Valori                                | 198    | 0,48  | -     |
| Totale alle liste                                | 41.137 | 100   | 36    |
| TOTALE                                           | 43.389 | 100   | 40    |